# Endine Gaiano
Endine Gaiano es una localidad y comune italiana de la provincia de Bérgamo, región de Lombardía, con 3.082 habitantes.

## Evolución demográfica
| Gráfica de evolución demográfica de Endine Gaiano entre 1861 y 2001 |
|                                                                     |
| Fuente ISTAT - elaboración gráfica de Wikipedia                     |